# Regiones socioeconómicas de Michoacán

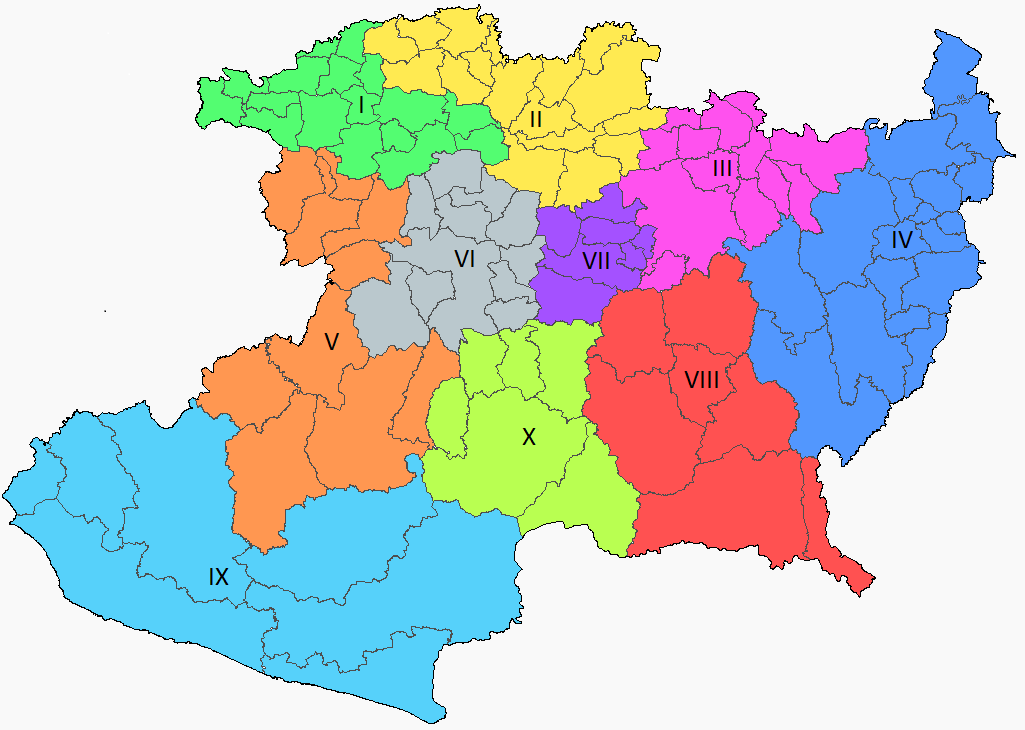

Las regiones socioeconómicas del estado de Michoacán son divisiones en las que los municipios de la entidad están integrados, con el objetivo de planeación de acciones, promover el desarrollo y satisfacer las necesidades de la población. 
La Secretaría de Planeación y Desarrollo del Gobierno de Michoacán fue la encargada de regionalizar el estado, por lo que agruparon a los ciento trece municipios en diez regiones, considerando su proximidad geográfica y las cuencas hidrográficas del estado.
| Región          | Población |
| --------------- | --------- |
| Lerma-Chapala   | 619 450   |
| Bajío           | 452 673   |
| Cuitzeo         | 1 173 150 |
| Oriente         | 632 511   |
| Tepalcatepec    | 393 170   |
| Purépecha       | 608 476   |
| Pátzcuaro       | 220 840   |
| Tierra Caliente | 204 704   |
| Costa           | 280 410   |
| Infiernillo     | 155 462   |
| Total           | 4 748 846 |